# ダファリン＝クランボイ男爵
ダファリン＝クランボイ男爵（英語: Baron Dufferin and Claneboye）は、アイルランド貴族の男爵位。
第2代準男爵ジョン・ブラックウッド未亡人ドーカスが1800年に叙せられたのに始まる。5代男爵フレデリックの代の1888年に連合王国貴族爵位ダファリン＝エヴァ侯爵に叙せられ、以降5代にわたってダファリン＝クランボイ男爵はその従属爵位だったが、1988年にダファリン＝エヴァ侯爵位が廃絶し、ダファリン＝クランボイ男爵位は初代ド―カスに遡っての分流に継承された。2016年現在の保持者は11代男爵ジョン・ブラックウッドである。

## 歴史

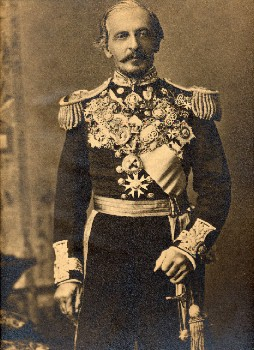
ビルマを併合したインド総督初代ダファリン＝エヴ侯爵・第5代ダファリン＝クランボイ男爵フレデリック・ハミルトン＝テンプル＝ブラックウッド

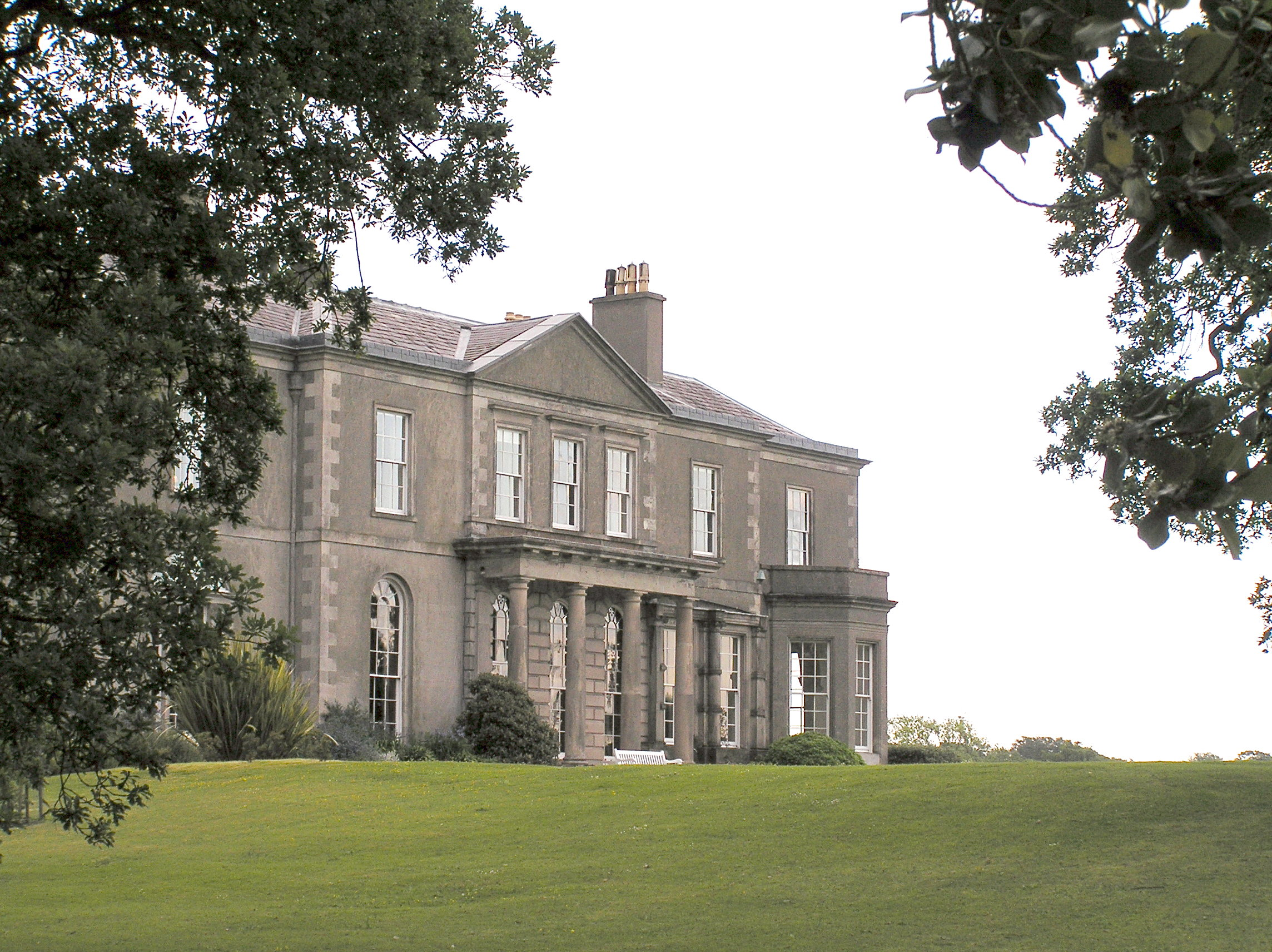
侯爵家の旧邸宅クランボイ・ハウス。現在は5代侯の妻リンディ侯爵夫人の住まい。

ブラックウッド家の人間で最初に称号を得たのは、1763年7月1日の勅許状でアイルランド称号（ダウン県におけるバリーリーディの）準男爵（Baronet, "of Ballyleidy in the County of Down"）を与えられたロバート・ブラックウッド(1694–1774)である。
彼の息子で2代準男爵位を継承したジョン(-1799)は、ドーカス・スティーブンソンと結婚した。彼女は夫の死後の1800年7月31日に勅許状でアイルランド貴族ダウン県におけるバリーリーディ＝キリーレイのダファリン＝クランボイ女男爵(Baroness Dufferin and Claneboye, of Ballyleidy and Killyleagh in the County of Down)に叙せられた。
彼女の死後、次男ジェイムズ(1755–1836)が2代男爵を継承した。彼はトーリー党に所属する政治家であり、庶民院議員を務めた後、1820年からアイルランド貴族代表議員として貴族院議員になっている。2代男爵が子供無く死去するとその弟であるハンス(1758–1839)が3代男爵を継承した。彼も庶民院議員を務めていたことがある。その息子の4代男爵プリース(1794–1841)は大尉まで昇進した王立海軍軍人だった。
その息子で5代男爵位を継承したフレデリック(1826–1902)は歴代当主の中で最も著名な人物である。彼は1884年から1888年にかけてインド総督を務め、第三次英緬戦争を起こし、上ビルマを統治していたコンバウン朝を打倒して同地を英領インド帝国に併合した（下ビルマは第二次英緬戦争で既に併合していた）。爵位の面でも出世し、1850年1月22日に連合王国貴族ダウン県におけるクランデボイのクランデボイ男爵(Baron Clandeboye, of Clandeboye in the County of Down)、1871年11月13日に連合王国貴族ダウン県におけるダファリン伯爵(Earl of Dufferin, in the County of Down)とダウン県におけるクランデボイのクランデボイ子爵(Viscount Clandeboye, of Clandeboye in the County of Down)、そしてインド総督退任後の1888年11月17日に連合王国貴族ダウン県＝ビルマにおけるダファリン＝エヴァ侯爵（Marquess of Dufferin and Ava, in the County of Down and Burma aforesaid）とビルマ保護領におけるエヴァ伯爵（Earl of Ava, in the Province of Burma）に叙せられた。また彼は家名を二度変更しており、1862年に妻の家名を加えて「ハミルトン＝ブラックウッド」、1872年に父方の祖母の家名も加えて「ハミルトン＝テンプル＝ブラックウッド」に改姓している。
その四男である3代侯フレデリック(1875–1930)は1921年から1930年にかけて北アイルランド元老院で議長を務めた。その息子である4代侯バジル(1909–1945)は保守党の政治家として1932年から1940年までインド担当省、教育庁、王璽尚書事務所、陸軍省、植民地省など各省庁で政務次官職を歴任したが、第二次世界大戦が勃発すると従軍し、ビルマ戦線で玉砕している。その息子である5代侯シェリダン(1938–1988)には子供がなかったため、彼の死とともに初代侯(5代男爵)の代に叙された連合王国貴族爵位は全て廃絶した。
一方1800年創設のアイルランド貴族爵位ダファリン＝クランボイ男爵位と1763年創設のアイルランド称号バリーリーディの準男爵位は、初代女男爵に遡っての分流である7代(海軍の)準男爵フランシス・ブラックウッド(1916–1991)によって継承された（10代ダファリン＝クランボイ男爵、11代バリーリーディ準男爵）。この分流は初代女男爵の7男として生まれ、海軍軍人として活躍した功績で1814年に（海軍の）準男爵（Baronet, "of the Navy"）に叙せられたヘンリー・ブラックウッド(1770–1832)を祖とする家である。
現在の当主は10代男爵の息子である11代男爵ジョン・ブラックウッド(1944-)である。

## 現当主の保有爵位・準男爵位
現在の当主である11代男爵ジョン・ブラックウッドは以下の爵位を保有している。
- ダウン県におけるバリーリーディ＝キリーレイの第11代ダファリン＝クランボイ男爵 (11th Baron Dufferin and Claneboye, of Ballyleidy and Killyleagh in the County of Down)
(1800年7月31日の勅許状によるアイルランド貴族爵位)
- 第12代(ダウン県のバリーリーディのブラックウッド)準男爵 (12th Baronet, "of Ballyleidy in the County of Down")
(1763年7月1日の勅許状によるアイルランド準男爵位)
- 第8代(海軍の)準男爵 (8th Baronet, "of The Navy")
(1814年9月1日の勅許状による連合王国準男爵位)

## 一覧

### (バリーリーディの)準男爵 (1763年)
- 初代準男爵サー・ロバート・ブラックウッド(1694–1774)
- 2代準男爵サー・ジョン・ブラックウッド（英語版） (-1799)
- 3代準男爵サー・ジェイムズ・スティーブン・ブラックウッド (1755–1836)
  - 1807年に第2代ダファリン＝クランボイ男爵位を継承

### ダファリン＝クランボイ男爵 (1800年)
- 初代ダファリン＝クランボイ女男爵ドーカス・ブラックウッド（英語版） (1726–1807)
- 2代ダファリン＝クランボイ男爵ジェイムズ・スティーブン・ブラックウッド (1755–1836)
- 3代ダファリン＝クランボイ男爵ハンス・ブラックウッド（英語版） (1758–1839)
- 4代ダファリン＝クランボイ男爵プリース・ブラックウッド (1794–1841)
- 5代ダファリン＝クランボイ男爵フレデリック・テンプル・ハミルトン＝テンプル＝ブラックウッド (1826–1902)
  - 1871年にダファリン伯爵、1888年にダファリン＝エヴァ侯爵

### ダファリン＝エヴァ侯 (1888年)
- 初代ダファリン侯・5代ダファリン＝クランボイ男爵フレデリック・テンプル・ハミルトン＝テンプル＝ブラックウッド (1826–1902)
- 2代ダファリン侯・6代ダファリン＝クランボイ男爵テレンス・ジョン・テンプル・ハミルトン＝テンプル＝ブラックウッド（英語版） (1866–1918)
- 3代ダファリン侯・7代ダファリン＝クランボイ男爵フレデリック・テンプル・ハミルトン＝テンプル＝ブラックウッド（英語版） (1875–1930)
- 4代ダファリン侯・8代ダファリン＝クランボイ男爵バジル・シェリダン・ハミルトン＝テンプル＝ブラックウッド (1909–1945)
- 5代ダファリン侯・9代ダファリン＝クランボイ男爵シェリダン・フレデリック・テレンス・ハミルトン＝テンプル＝ブラックウッド（英語版） (1938–1988)
  - 彼の死とともにダファリン＝クランボイ男爵位以外の爵位廃絶

### (海軍の)準男爵 (1814年)
- 初代準男爵サー・ヘンリー・ブラックウッド（英語版） (1770–1832) 初代男爵の七男
- 2代準男爵サー・ヘンリー・マーティン・ブラックウッド (1801–1851)
- 3代準男爵サー・ヘンリー・ブラックウッド (1828–1894)
- 4代準男爵サー・フランシス・ブラックウッド (1838–1924)
- 5代準男爵サー・ヘンリー・パーマー・テンプル・ブラックウッド (1896–1948)
- 6代準男爵サー・フランシス・エリオット・テンプル・ブラックウッド (1901–1979)
- 7代準男爵フランシス・ジョージ・ブラックウッド（英語版） (1916–1991)
  - 1988年に第10代ダファリン＝クランボイ男爵位を継承

### ダファリン＝クランボイ男爵 (1800年)
- 10代ダファリン＝クランボイ男爵フランシス・ジョージ・ブラックウッド（英語版） (1916–1991)
- 11代ダファリン＝クランボイ男爵ジョン・フランシス・ブラックウッド（英語版） (1944-)
  - 法定推定相続人は現当主の息子フランシス・センデン・ブラックウッド(1979-)

## 家系図
|                                                                                              |                                                                                              |                                                                                              |                                                                                              | 1763年(バリーリーディ)準男爵                                                                 |                                                                                              |                                          |                                          |                                                                                                   |                                                                                                   |                                                                                                   |                                                                                                   |                                                                                                   |                                                                                                   |                                                      |                                                      |                                                      |                                                      |                                         |                                         |                                         |                                         |  |  |                                          |                                          |                                          |                                          |                                          |                                          |  |  | | | | | | |  |  |  |  |  |  |  |  |  |  |  |  |  |  |  |  |  |  |  |  |  |  |  |  |  |  |  |  |  |  |
|                                                                                              |                                                                                              |                                                                                              |                                                                                              | (バリーリーディ)初代準男爵 ロバート・ブラックウッド (1694-1774)                              |                                                                                              |                                          |                                          |                                                                                                   |                                                                                                   |                                                                                                   |                                                                                                   |                                                                                                   |                                                                                                   |                                                      |                                                      |                                                      |                                                      |                                         |                                         |                                         |                                         |  |  |                                          |                                          |                                          |                                          |                                          |                                          |  |  | | | | | | |  |  |  |  |  |  |  |  |  |  |  |  |  |  |  |  |  |  |  |  |  |  |  |  |  |  |  |  |  |  |
|                                                                                              |                                                                                              |                                                                                              |                                                                                              |                                                                                              |                                                                                              |                                          |                                          |                                                                                                   |                                                                                                   |                                                                                                   |                                                                                                   |                                                                                                   |                                                                                                   |                                                      |                                                      |                                                      |                                                      |                                         |                                         |                                         |                                         |  |  |                                          |                                          |                                          |                                          |                                          |                                          |  |  | | | | | | |  |  |  |  |  |  |  |  |  |  |  |  |  |  |  |  |  |  |  |  |  |  |  |  |  |  |  |  |  |  |
|                                                                                              |                                                                                              |                                                                                              |                                                                                              |                                                                                              |                                                                                              |                                          |                                          |                                                                                                   |                                                                                                   |                                                                                                   |                                                                                                   | 1800年ダファリン＝クランボイ男爵                                                                  |                                                                                                   |                                                      |                                                      |                                                      |                                                      |                                         |                                         |                                         |                                         |  |  |                                          |                                          |                                          |                                          |                                          |                                          |  |  | | | | | | |  |  |  |  |  |  |  |  |  |  |  |  |  |  |  |  |  |  |  |  |  |  |  |  |  |  |  |  |  |  |
|                                                                                              |                                                                                              |                                                                                              |                                                                                              | (バリーリーディ)2代準男爵 ジョン (-1799)                                                     | (バリーリーディ)2代準男爵 ジョン (-1799)                                                     | (バリーリーディ)2代準男爵 ジョン (-1799) | (バリーリーディ)2代準男爵 ジョン (-1799) | (バリーリーディ)2代準男爵 ジョン (-1799)                                                          | (バリーリーディ)2代準男爵 ジョン (-1799)                                                          |                                                                                                   |                                                                                                   | 初代ダファリン＝クランボイ女男爵 ド―カス (1726-1807)                                              | 初代ダファリン＝クランボイ女男爵 ド―カス (1726-1807)                                              | 初代ダファリン＝クランボイ女男爵 ド―カス (1726-1807) | 初代ダファリン＝クランボイ女男爵 ド―カス (1726-1807) | 初代ダファリン＝クランボイ女男爵 ド―カス (1726-1807) | 初代ダファリン＝クランボイ女男爵 ド―カス (1726-1807) |                                         |                                         |                                         |                                         |  |  |                                          |                                          |                                          |                                          |                                          |                                          |  |  | | | | | | |  |  |  |  |  |  |  |  |  |  |  |  |  |  |  |  |  |  |  |  |  |  |  |  |  |  |  |  |  |  |
|                                                                                              |                                                                                              |                                                                                              |                                                                                              | (バリーリーディ)2代準男爵 ジョン (-1799)                                                     | (バリーリーディ)2代準男爵 ジョン (-1799)                                                     | (バリーリーディ)2代準男爵 ジョン (-1799) | (バリーリーディ)2代準男爵 ジョン (-1799) | (バリーリーディ)2代準男爵 ジョン (-1799)                                                          | (バリーリーディ)2代準男爵 ジョン (-1799)                                                          |                                                                                                   |                                                                                                   | 初代ダファリン＝クランボイ女男爵 ド―カス (1726-1807)                                              | 初代ダファリン＝クランボイ女男爵 ド―カス (1726-1807)                                              | 初代ダファリン＝クランボイ女男爵 ド―カス (1726-1807) | 初代ダファリン＝クランボイ女男爵 ド―カス (1726-1807) | 初代ダファリン＝クランボイ女男爵 ド―カス (1726-1807) | 初代ダファリン＝クランボイ女男爵 ド―カス (1726-1807) |                                         |                                         |                                         |                                         |  |  |                                          |                                          |                                          |                                          |                                          |                                          |  |  | | | | | | |  |  |  |  |  |  |  |  |  |  |  |  |  |  |  |  |  |  |  |  |  |  |  |  |  |  |  |  |  |  |
|                                                                                              |                                                                                              |                                                                                              |                                                                                              |                                                                                              |                                                                                              |                                          |                                          |                                                                                                   |                                                                                                   |                                                                                                   |                                                                                                   |                                                                                                   |                                                                                                   |                                                      |                                                      |                                                      |                                                      |                                         |                                         |                                         |                                         |  |  |                                          |                                          |                                          |                                          |                                          |                                          |  |  | | | | | | |  |  |  |  |  |  |  |  |  |  |  |  |  |  |  |  |  |  |  |  |  |  |  |  |  |  |  |  |  |  |
|                                                                                              |                                                                                              |                                                                                              |                                                                                              |                                                                                              |                                                                                              |                                          |                                          |                                                                                                   |                                                                                                   |                                                                                                   |                                                                                                   |                                                                                                   |                                                                                                   |                                                      |                                                      |                                                      |                                                      |                                         |                                         |                                         |                                         |  |  |                                          |                                          |                                          |                                          |                                          |                                          |  |  | | | | | | |  |  |  |  |  |  |  |  |  |  |  |  |  |  |  |  |  |  |  |  |  |  |  |  |  |  |  |  |  |  |
|                                                                                              |                                                                                              |                                                                                              |                                                                                              |                                                                                              |                                                                                              |                                          |                                          |                                                                                                   |                                                                                                   |                                                                                                   |                                                                                                   |                                                                                                   |                                                                                                   |                                                      |                                                      | 1814年(海軍の)準男爵                                 |                                                      |                                         |                                         |                                         |                                         |  |  |                                          |                                          |                                          |                                          |                                          |                                          |  |  | | | | | | |  |  |  |  |  |  |  |  |  |  |  |  |  |  |  |  |  |  |  |  |  |  |  |  |  |  |  |  |  |  |
| 2代ダファリン＝クランボイ男爵 (バリーリーディ)3代準男爵 ジェイムズ (1755-1836)               | 2代ダファリン＝クランボイ男爵 (バリーリーディ)3代準男爵 ジェイムズ (1755-1836)               | 2代ダファリン＝クランボイ男爵 (バリーリーディ)3代準男爵 ジェイムズ (1755-1836)               | 2代ダファリン＝クランボイ男爵 (バリーリーディ)3代準男爵 ジェイムズ (1755-1836)               | 2代ダファリン＝クランボイ男爵 (バリーリーディ)3代準男爵 ジェイムズ (1755-1836)               | 2代ダファリン＝クランボイ男爵 (バリーリーディ)3代準男爵 ジェイムズ (1755-1836)               |                                          |                                          | 3代ダファリン＝クランボイ男爵 (バリーリーディ)4代準男爵 ハンス (1758-1839)                        | 3代ダファリン＝クランボイ男爵 (バリーリーディ)4代準男爵 ハンス (1758-1839)                        | 3代ダファリン＝クランボイ男爵 (バリーリーディ)4代準男爵 ハンス (1758-1839)                        | 3代ダファリン＝クランボイ男爵 (バリーリーディ)4代準男爵 ハンス (1758-1839)                        | 3代ダファリン＝クランボイ男爵 (バリーリーディ)4代準男爵 ハンス (1758-1839)                        | 3代ダファリン＝クランボイ男爵 (バリーリーディ)4代準男爵 ハンス (1758-1839)                        |                                                      |                                                      | (海軍の)初代準男爵 ヘンリー (1770-1832)              | (海軍の)初代準男爵 ヘンリー (1770-1832)              | (海軍の)初代準男爵 ヘンリー (1770-1832) | (海軍の)初代準男爵 ヘンリー (1770-1832) | (海軍の)初代準男爵 ヘンリー (1770-1832) | (海軍の)初代準男爵 ヘンリー (1770-1832) |  |  |                                          |                                          |                                          |                                          |                                          |                                          |  |  | | | | | | |  |  |  |  |  |  |  |  |  |  |  |  |  |  |  |  |  |  |  |  |  |  |  |  |  |  |  |  |  |  |
| 2代ダファリン＝クランボイ男爵 (バリーリーディ)3代準男爵 ジェイムズ (1755-1836)               | 2代ダファリン＝クランボイ男爵 (バリーリーディ)3代準男爵 ジェイムズ (1755-1836)               | 2代ダファリン＝クランボイ男爵 (バリーリーディ)3代準男爵 ジェイムズ (1755-1836)               | 2代ダファリン＝クランボイ男爵 (バリーリーディ)3代準男爵 ジェイムズ (1755-1836)               | 2代ダファリン＝クランボイ男爵 (バリーリーディ)3代準男爵 ジェイムズ (1755-1836)               | 2代ダファリン＝クランボイ男爵 (バリーリーディ)3代準男爵 ジェイムズ (1755-1836)               |                                          |                                          | 3代ダファリン＝クランボイ男爵 (バリーリーディ)4代準男爵 ハンス (1758-1839)                        | 3代ダファリン＝クランボイ男爵 (バリーリーディ)4代準男爵 ハンス (1758-1839)                        | 3代ダファリン＝クランボイ男爵 (バリーリーディ)4代準男爵 ハンス (1758-1839)                        | 3代ダファリン＝クランボイ男爵 (バリーリーディ)4代準男爵 ハンス (1758-1839)                        | 3代ダファリン＝クランボイ男爵 (バリーリーディ)4代準男爵 ハンス (1758-1839)                        | 3代ダファリン＝クランボイ男爵 (バリーリーディ)4代準男爵 ハンス (1758-1839)                        |                                                      |                                                      | (海軍の)初代準男爵 ヘンリー (1770-1832)              | (海軍の)初代準男爵 ヘンリー (1770-1832)              | (海軍の)初代準男爵 ヘンリー (1770-1832) | (海軍の)初代準男爵 ヘンリー (1770-1832) | (海軍の)初代準男爵 ヘンリー (1770-1832) | (海軍の)初代準男爵 ヘンリー (1770-1832) |  |  |                                          |                                          |                                          |                                          |                                          |                                          |  |  | | | | | | |  |  |  |  |  |  |  |  |  |  |  |  |  |  |  |  |  |  |  |  |  |  |  |  |  |  |  |  |  |  |
|                                                                                              |                                                                                              |                                                                                              |                                                                                              |                                                                                              |                                                                                              |                                          |                                          | 4代ダファリン＝クランボイ男爵 (バリーリーディ)5代準男爵 プリース (1794-1841)                      | 4代ダファリン＝クランボイ男爵 (バリーリーディ)5代準男爵 プリース (1794-1841)                      | 4代ダファリン＝クランボイ男爵 (バリーリーディ)5代準男爵 プリース (1794-1841)                      | 4代ダファリン＝クランボイ男爵 (バリーリーディ)5代準男爵 プリース (1794-1841)                      | 4代ダファリン＝クランボイ男爵 (バリーリーディ)5代準男爵 プリース (1794-1841)                      | 4代ダファリン＝クランボイ男爵 (バリーリーディ)5代準男爵 プリース (1794-1841)                      |                                                      |                                                      | (海軍の)2代準男爵 ヘンリー (1801-1851)               | (海軍の)2代準男爵 ヘンリー (1801-1851)               | (海軍の)2代準男爵 ヘンリー (1801-1851)  | (海軍の)2代準男爵 ヘンリー (1801-1851)  | (海軍の)2代準男爵 ヘンリー (1801-1851)  | (海軍の)2代準男爵 ヘンリー (1801-1851)  |  |  |                                          |                                          |                                          |                                          |                                          |                                          |  |  | | | | | | |  |  |  |  |  |  |  |  |  |  |  |  |  |  |  |  |  |  |  |  |  |  |  |  |  |  |  |  |  |  |
|                                                                                              |                                                                                              |                                                                                              |                                                                                              |                                                                                              |                                                                                              |                                          |                                          | 4代ダファリン＝クランボイ男爵 (バリーリーディ)5代準男爵 プリース (1794-1841)                      | 4代ダファリン＝クランボイ男爵 (バリーリーディ)5代準男爵 プリース (1794-1841)                      | 4代ダファリン＝クランボイ男爵 (バリーリーディ)5代準男爵 プリース (1794-1841)                      | 4代ダファリン＝クランボイ男爵 (バリーリーディ)5代準男爵 プリース (1794-1841)                      | 4代ダファリン＝クランボイ男爵 (バリーリーディ)5代準男爵 プリース (1794-1841)                      | 4代ダファリン＝クランボイ男爵 (バリーリーディ)5代準男爵 プリース (1794-1841)                      |                                                      |                                                      | (海軍の)2代準男爵 ヘンリー (1801-1851)               | (海軍の)2代準男爵 ヘンリー (1801-1851)               | (海軍の)2代準男爵 ヘンリー (1801-1851)  | (海軍の)2代準男爵 ヘンリー (1801-1851)  | (海軍の)2代準男爵 ヘンリー (1801-1851)  | (海軍の)2代準男爵 ヘンリー (1801-1851)  |  |  |                                          |                                          |                                          |                                          |                                          |                                          |  |  | | | | | | |  |  |  |  |  |  |  |  |  |  |  |  |  |  |  |  |  |  |  |  |  |  |  |  |  |  |  |  |  |  |
|                                                                                              |                                                                                              |                                                                                              |                                                                                              |                                                                                              |                                                                                              |                                          |                                          |                                                                                                   |                                                                                                   |                                                                                                   |                                                                                                   |                                                                                                   |                                                                                                   |                                                      |                                                      |                                                      |                                                      |                                         |                                         |                                         |                                         |  |  |                                          |                                          |                                          |                                          |                                          |                                          |  |  | | | | | | |  |  |  |  |  |  |  |  |  |  |  |  |  |  |  |  |  |  |  |  |  |  |  |  |  |  |  |  |  |  |
|                                                                                              |                                                                                              |                                                                                              |                                                                                              |                                                                                              |                                                                                              |                                          |                                          | 1888年ダファリン＝エヴァ侯                                                                        |                                                                                                   |                                                                                                   |                                                                                                   |                                                                                                   |                                                                                                   |                                                      |                                                      |                                                      |                                                      |                                         |                                         |                                         |                                         |  |  |                                          |                                          |                                          |                                          |                                          |                                          |  |  | | | | | | |  |  |  |  |  |  |  |  |  |  |  |  |  |  |  |  |  |  |  |  |  |  |  |  |  |  |  |  |  |  |
|                                                                                              |                                                                                              |                                                                                              |                                                                                              |                                                                                              |                                                                                              |                                          |                                          | 初代ダファリン侯 5代ダファリン＝クランボイ男爵 (バリーリーディ)6代準男爵 フレデリック (1826-1901) | 初代ダファリン侯 5代ダファリン＝クランボイ男爵 (バリーリーディ)6代準男爵 フレデリック (1826-1901) | 初代ダファリン侯 5代ダファリン＝クランボイ男爵 (バリーリーディ)6代準男爵 フレデリック (1826-1901) | 初代ダファリン侯 5代ダファリン＝クランボイ男爵 (バリーリーディ)6代準男爵 フレデリック (1826-1901) | 初代ダファリン侯 5代ダファリン＝クランボイ男爵 (バリーリーディ)6代準男爵 フレデリック (1826-1901) | 初代ダファリン侯 5代ダファリン＝クランボイ男爵 (バリーリーディ)6代準男爵 フレデリック (1826-1901) |                                                      |                                                      | (海軍の)3代準男爵 ヘンリー (1828-1854)               | (海軍の)3代準男爵 ヘンリー (1828-1854)               | (海軍の)3代準男爵 ヘンリー (1828-1854)  | (海軍の)3代準男爵 ヘンリー (1828-1854)  | (海軍の)3代準男爵 ヘンリー (1828-1854)  | (海軍の)3代準男爵 ヘンリー (1828-1854)  |  |  | (海軍の)4代準男爵 フランシス (1838-1924) | (海軍の)4代準男爵 フランシス (1838-1924) | (海軍の)4代準男爵 フランシス (1838-1924) | (海軍の)4代準男爵 フランシス (1838-1924) | (海軍の)4代準男爵 フランシス (1838-1924) | (海軍の)4代準男爵 フランシス (1838-1924) |  |  | | | | | | |  |  |  |  |  |  |  |  |  |  |  |  |  |  |  |  |  |  |  |  |  |  |  |  |  |  |  |  |  |  |
|                                                                                              |                                                                                              |                                                                                              |                                                                                              |                                                                                              |                                                                                              |                                          |                                          | 初代ダファリン侯 5代ダファリン＝クランボイ男爵 (バリーリーディ)6代準男爵 フレデリック (1826-1901) | 初代ダファリン侯 5代ダファリン＝クランボイ男爵 (バリーリーディ)6代準男爵 フレデリック (1826-1901) | 初代ダファリン侯 5代ダファリン＝クランボイ男爵 (バリーリーディ)6代準男爵 フレデリック (1826-1901) | 初代ダファリン侯 5代ダファリン＝クランボイ男爵 (バリーリーディ)6代準男爵 フレデリック (1826-1901) | 初代ダファリン侯 5代ダファリン＝クランボイ男爵 (バリーリーディ)6代準男爵 フレデリック (1826-1901) | 初代ダファリン侯 5代ダファリン＝クランボイ男爵 (バリーリーディ)6代準男爵 フレデリック (1826-1901) | (以下ハミルトン＝テンプル＝ブラックウッド姓)         |                                                      | (海軍の)3代準男爵 ヘンリー (1828-1854)               | (海軍の)3代準男爵 ヘンリー (1828-1854)               | (海軍の)3代準男爵 ヘンリー (1828-1854)  | (海軍の)3代準男爵 ヘンリー (1828-1854)  | (海軍の)3代準男爵 ヘンリー (1828-1854)  | (海軍の)3代準男爵 ヘンリー (1828-1854)  |  |  | (海軍の)4代準男爵 フランシス (1838-1924) | (海軍の)4代準男爵 フランシス (1838-1924) | (海軍の)4代準男爵 フランシス (1838-1924) | (海軍の)4代準男爵 フランシス (1838-1924) | (海軍の)4代準男爵 フランシス (1838-1924) | (海軍の)4代準男爵 フランシス (1838-1924) |  |  | | | | | | |  |  |  |  |  |  |  |  |  |  |  |  |  |  |  |  |  |  |  |  |  |  |  |  |  |  |  |  |  |  |
|                                                                                              |                                                                                              |                                                                                              |                                                                                              |                                                                                              |                                                                                              |                                          |                                          |                                                                                                   |                                                                                                   |                                                                                                   |                                                                                                   |                                                                                                   |                                                                                                   |                                                      |                                                      |                                                      |                                                      |                                         |                                         |                                         |                                         |  |  |                                          |                                          |                                          |                                          |                                          |                                          |  |  | | | | | | |  |  |  |  |  |  |  |  |  |  |  |  |  |  |  |  |  |  |  |  |  |  |  |  |  |  |  |  |  |  |
|                                                                                              |                                                                                              |                                                                                              |                                                                                              |                                                                                              |                                                                                              |                                          |                                          |                                                                                                   |                                                                                                   |                                                                                                   |                                                                                                   |                                                                                                   |                                                                                                   |                                                      |                                                      |                                                      |                                                      |                                         |                                         |                                         |                                         |  |  |                                          |                                          |                                          |                                          |                                          |                                          |  |  | | | | | | |  |  |  |  |  |  |  |  |  |  |  |  |  |  |  |  |  |  |  |  |  |  |  |  |  |  |  |  |  |  |
| 2代ダファリン侯 6代ダファリン＝クランボイ男爵 (バリーリーディ)7代準男爵 テレンス (1866-1918) | 2代ダファリン侯 6代ダファリン＝クランボイ男爵 (バリーリーディ)7代準男爵 テレンス (1866-1918) | 2代ダファリン侯 6代ダファリン＝クランボイ男爵 (バリーリーディ)7代準男爵 テレンス (1866-1918) | 2代ダファリン侯 6代ダファリン＝クランボイ男爵 (バリーリーディ)7代準男爵 テレンス (1866-1918) | 2代ダファリン侯 6代ダファリン＝クランボイ男爵 (バリーリーディ)7代準男爵 テレンス (1866-1918) | 2代ダファリン侯 6代ダファリン＝クランボイ男爵 (バリーリーディ)7代準男爵 テレンス (1866-1918) |                                          |                                          | 3代ダファリン侯 7代ダファリン＝クランボイ男爵 (バリーリーディ)8代準男爵 フレデリック (1875-1930)  | 3代ダファリン侯 7代ダファリン＝クランボイ男爵 (バリーリーディ)8代準男爵 フレデリック (1875-1930)  | 3代ダファリン侯 7代ダファリン＝クランボイ男爵 (バリーリーディ)8代準男爵 フレデリック (1875-1930)  | 3代ダファリン侯 7代ダファリン＝クランボイ男爵 (バリーリーディ)8代準男爵 フレデリック (1875-1930)  | 3代ダファリン侯 7代ダファリン＝クランボイ男爵 (バリーリーディ)8代準男爵 フレデリック (1875-1930)  | 3代ダファリン侯 7代ダファリン＝クランボイ男爵 (バリーリーディ)8代準男爵 フレデリック (1875-1930)  |                                                      |                                                      | ヘンリー (1862-1910)                                 | ヘンリー (1862-1910)                                 | ヘンリー (1862-1910)                    | ヘンリー (1862-1910)                    | ヘンリー (1862-1910)                    | ヘンリー (1862-1910)                    |  |  | フランシス (1874-1906)                   | フランシス (1874-1906)                   | フランシス (1874-1906)                   | フランシス (1874-1906)                   | フランシス (1874-1906)                   | フランシス (1874-1906)                   |  |  | モーリス (1882-1941)                                                                               | モーリス (1882-1941)                                                                               | モーリス (1882-1941)                                                                               | モーリス (1882-1941)                                                                               | モーリス (1882-1941)                                                                               | モーリス (1882-1941)                                                                               |  |  |  |  |  |  |  |  |  |  |  |  |  |  |  |  |  |  |  |  |  |  |  |  |  |  |  |  |  |  |
| 2代ダファリン侯 6代ダファリン＝クランボイ男爵 (バリーリーディ)7代準男爵 テレンス (1866-1918) | 2代ダファリン侯 6代ダファリン＝クランボイ男爵 (バリーリーディ)7代準男爵 テレンス (1866-1918) | 2代ダファリン侯 6代ダファリン＝クランボイ男爵 (バリーリーディ)7代準男爵 テレンス (1866-1918) | 2代ダファリン侯 6代ダファリン＝クランボイ男爵 (バリーリーディ)7代準男爵 テレンス (1866-1918) | 2代ダファリン侯 6代ダファリン＝クランボイ男爵 (バリーリーディ)7代準男爵 テレンス (1866-1918) | 2代ダファリン侯 6代ダファリン＝クランボイ男爵 (バリーリーディ)7代準男爵 テレンス (1866-1918) |                                          |                                          | 3代ダファリン侯 7代ダファリン＝クランボイ男爵 (バリーリーディ)8代準男爵 フレデリック (1875-1930)  | 3代ダファリン侯 7代ダファリン＝クランボイ男爵 (バリーリーディ)8代準男爵 フレデリック (1875-1930)  | 3代ダファリン侯 7代ダファリン＝クランボイ男爵 (バリーリーディ)8代準男爵 フレデリック (1875-1930)  | 3代ダファリン侯 7代ダファリン＝クランボイ男爵 (バリーリーディ)8代準男爵 フレデリック (1875-1930)  | 3代ダファリン侯 7代ダファリン＝クランボイ男爵 (バリーリーディ)8代準男爵 フレデリック (1875-1930)  | 3代ダファリン侯 7代ダファリン＝クランボイ男爵 (バリーリーディ)8代準男爵 フレデリック (1875-1930)  |                                                      |                                                      | ヘンリー (1862-1910)                                 | ヘンリー (1862-1910)                                 | ヘンリー (1862-1910)                    | ヘンリー (1862-1910)                    | ヘンリー (1862-1910)                    | ヘンリー (1862-1910)                    |  |  | フランシス (1874-1906)                   | フランシス (1874-1906)                   | フランシス (1874-1906)                   | フランシス (1874-1906)                   | フランシス (1874-1906)                   | フランシス (1874-1906)                   |  |  | モーリス (1882-1941)                                                                               | モーリス (1882-1941)                                                                               | モーリス (1882-1941)                                                                               | モーリス (1882-1941)                                                                               | モーリス (1882-1941)                                                                               | モーリス (1882-1941)                                                                               |  |  |  |  |  |  |  |  |  |  |  |  |  |  |  |  |  |  |  |  |  |  |  |  |  |  |  |  |  |  |
|                                                                                              |                                                                                              |                                                                                              |                                                                                              |                                                                                              |                                                                                              |                                          |                                          |                                                                                                   |                                                                                                   |                                                                                                   |                                                                                                   |                                                                                                   |                                                                                                   |                                                      |                                                      |                                                      |                                                      |                                         |                                         |                                         |                                         |  |  |                                          |                                          |                                          |                                          |                                          |                                          |  |  | | | | | | |  |  |  |  |  |  |  |  |  |  |  |  |  |  |  |  |  |  |  |  |  |  |  |  |  |  |  |  |  |  |
|                                                                                              |                                                                                              |                                                                                              |                                                                                              |                                                                                              |                                                                                              |                                          |                                          | 4代ダファリン侯 8代ダファリン＝クランボイ男爵 (バリーリーディ)9代準男爵 バジル (1909-1945)        | 4代ダファリン侯 8代ダファリン＝クランボイ男爵 (バリーリーディ)9代準男爵 バジル (1909-1945)        | 4代ダファリン侯 8代ダファリン＝クランボイ男爵 (バリーリーディ)9代準男爵 バジル (1909-1945)        | 4代ダファリン侯 8代ダファリン＝クランボイ男爵 (バリーリーディ)9代準男爵 バジル (1909-1945)        | 4代ダファリン侯 8代ダファリン＝クランボイ男爵 (バリーリーディ)9代準男爵 バジル (1909-1945)        | 4代ダファリン侯 8代ダファリン＝クランボイ男爵 (バリーリーディ)9代準男爵 バジル (1909-1945)        |                                                      |                                                      | (海軍の)5代準男爵 ヘンリー (1896-1946)               | (海軍の)5代準男爵 ヘンリー (1896-1946)               | (海軍の)5代準男爵 ヘンリー (1896-1946)  | (海軍の)5代準男爵 ヘンリー (1896-1946)  | (海軍の)5代準男爵 ヘンリー (1896-1946)  | (海軍の)5代準男爵 ヘンリー (1896-1946)  |  |  | (海軍の)6代準男爵 フランシス (1901-1979) | (海軍の)6代準男爵 フランシス (1901-1979) | (海軍の)6代準男爵 フランシス (1901-1979) | (海軍の)6代準男爵 フランシス (1901-1979) | (海軍の)6代準男爵 フランシス (1901-1979) | (海軍の)6代準男爵 フランシス (1901-1979) |  |  | 10代ダファリン＝クランボイ男爵 (バリーリーディ)11代準男爵 (海軍の)7代準男爵 フランシス (1916-1991) | 10代ダファリン＝クランボイ男爵 (バリーリーディ)11代準男爵 (海軍の)7代準男爵 フランシス (1916-1991) | 10代ダファリン＝クランボイ男爵 (バリーリーディ)11代準男爵 (海軍の)7代準男爵 フランシス (1916-1991) | 10代ダファリン＝クランボイ男爵 (バリーリーディ)11代準男爵 (海軍の)7代準男爵 フランシス (1916-1991) | 10代ダファリン＝クランボイ男爵 (バリーリーディ)11代準男爵 (海軍の)7代準男爵 フランシス (1916-1991) | 10代ダファリン＝クランボイ男爵 (バリーリーディ)11代準男爵 (海軍の)7代準男爵 フランシス (1916-1991) |  |  |  |  |  |  |  |  |  |  |  |  |  |  |  |  |  |  |  |  |  |  |  |  |  |  |  |  |  |  |
|                                                                                              |                                                                                              |                                                                                              |                                                                                              |                                                                                              |                                                                                              |                                          |                                          | 4代ダファリン侯 8代ダファリン＝クランボイ男爵 (バリーリーディ)9代準男爵 バジル (1909-1945)        | 4代ダファリン侯 8代ダファリン＝クランボイ男爵 (バリーリーディ)9代準男爵 バジル (1909-1945)        | 4代ダファリン侯 8代ダファリン＝クランボイ男爵 (バリーリーディ)9代準男爵 バジル (1909-1945)        | 4代ダファリン侯 8代ダファリン＝クランボイ男爵 (バリーリーディ)9代準男爵 バジル (1909-1945)        | 4代ダファリン侯 8代ダファリン＝クランボイ男爵 (バリーリーディ)9代準男爵 バジル (1909-1945)        | 4代ダファリン侯 8代ダファリン＝クランボイ男爵 (バリーリーディ)9代準男爵 バジル (1909-1945)        |                                                      |                                                      | (海軍の)5代準男爵 ヘンリー (1896-1946)               | (海軍の)5代準男爵 ヘンリー (1896-1946)               | (海軍の)5代準男爵 ヘンリー (1896-1946)  | (海軍の)5代準男爵 ヘンリー (1896-1946)  | (海軍の)5代準男爵 ヘンリー (1896-1946)  | (海軍の)5代準男爵 ヘンリー (1896-1946)  |  |  | (海軍の)6代準男爵 フランシス (1901-1979) | (海軍の)6代準男爵 フランシス (1901-1979) | (海軍の)6代準男爵 フランシス (1901-1979) | (海軍の)6代準男爵 フランシス (1901-1979) | (海軍の)6代準男爵 フランシス (1901-1979) | (海軍の)6代準男爵 フランシス (1901-1979) |  |  | 10代ダファリン＝クランボイ男爵 (バリーリーディ)11代準男爵 (海軍の)7代準男爵 フランシス (1916-1991) | 10代ダファリン＝クランボイ男爵 (バリーリーディ)11代準男爵 (海軍の)7代準男爵 フランシス (1916-1991) | 10代ダファリン＝クランボイ男爵 (バリーリーディ)11代準男爵 (海軍の)7代準男爵 フランシス (1916-1991) | 10代ダファリン＝クランボイ男爵 (バリーリーディ)11代準男爵 (海軍の)7代準男爵 フランシス (1916-1991) | 10代ダファリン＝クランボイ男爵 (バリーリーディ)11代準男爵 (海軍の)7代準男爵 フランシス (1916-1991) | 10代ダファリン＝クランボイ男爵 (バリーリーディ)11代準男爵 (海軍の)7代準男爵 フランシス (1916-1991) |  |  |  |  |  |  |  |  |  |  |  |  |  |  |  |  |  |  |  |  |  |  |  |  |  |  |  |  |  |  |
|                                                                                              |                                                                                              |                                                                                              |                                                                                              |                                                                                              |                                                                                              |                                          |                                          | 5代ダファリン侯 9代ダファリン＝クランボイ男爵 (バリーリーディ)10代準男爵 シェリダン (1938-1988)   | 5代ダファリン侯 9代ダファリン＝クランボイ男爵 (バリーリーディ)10代準男爵 シェリダン (1938-1988)   | 5代ダファリン侯 9代ダファリン＝クランボイ男爵 (バリーリーディ)10代準男爵 シェリダン (1938-1988)   | 5代ダファリン侯 9代ダファリン＝クランボイ男爵 (バリーリーディ)10代準男爵 シェリダン (1938-1988)   | 5代ダファリン侯 9代ダファリン＝クランボイ男爵 (バリーリーディ)10代準男爵 シェリダン (1938-1988)   | 5代ダファリン侯 9代ダファリン＝クランボイ男爵 (バリーリーディ)10代準男爵 シェリダン (1938-1988)   |                                                      |                                                      |                                                      |                                                      |                                         |                                         |                                         |                                         |  |  |                                          |                                          |                                          |                                          |                                          |                                          |  |  | 11代ダファリン＝クランボイ男爵 (バリーリーディ)12代準男爵 (海軍の)8代準男爵 フランシス (1944-)     | 11代ダファリン＝クランボイ男爵 (バリーリーディ)12代準男爵 (海軍の)8代準男爵 フランシス (1944-)     | 11代ダファリン＝クランボイ男爵 (バリーリーディ)12代準男爵 (海軍の)8代準男爵 フランシス (1944-)     | 11代ダファリン＝クランボイ男爵 (バリーリーディ)12代準男爵 (海軍の)8代準男爵 フランシス (1944-)     | 11代ダファリン＝クランボイ男爵 (バリーリーディ)12代準男爵 (海軍の)8代準男爵 フランシス (1944-)     | 11代ダファリン＝クランボイ男爵 (バリーリーディ)12代準男爵 (海軍の)8代準男爵 フランシス (1944-)     |  |  |  |  |  |  |  |  |  |  |  |  |  |  |  |  |  |  |  |  |  |  |  |  |  |  |  |  |  |  |
|                                                                                              |                                                                                              |                                                                                              |                                                                                              |                                                                                              |                                                                                              |                                          |                                          | 5代ダファリン侯 9代ダファリン＝クランボイ男爵 (バリーリーディ)10代準男爵 シェリダン (1938-1988)   | 5代ダファリン侯 9代ダファリン＝クランボイ男爵 (バリーリーディ)10代準男爵 シェリダン (1938-1988)   | 5代ダファリン侯 9代ダファリン＝クランボイ男爵 (バリーリーディ)10代準男爵 シェリダン (1938-1988)   | 5代ダファリン侯 9代ダファリン＝クランボイ男爵 (バリーリーディ)10代準男爵 シェリダン (1938-1988)   | 5代ダファリン侯 9代ダファリン＝クランボイ男爵 (バリーリーディ)10代準男爵 シェリダン (1938-1988)   | 5代ダファリン侯 9代ダファリン＝クランボイ男爵 (バリーリーディ)10代準男爵 シェリダン (1938-1988)   | ダファリン＝エヴァ侯廃絶                             |                                                      |                                                      |                                                      |                                         |                                         |                                         |                                         |  |  |                                          |                                          |                                          |                                          |                                          |                                          |  |  | 11代ダファリン＝クランボイ男爵 (バリーリーディ)12代準男爵 (海軍の)8代準男爵 フランシス (1944-)     | 11代ダファリン＝クランボイ男爵 (バリーリーディ)12代準男爵 (海軍の)8代準男爵 フランシス (1944-)     | 11代ダファリン＝クランボイ男爵 (バリーリーディ)12代準男爵 (海軍の)8代準男爵 フランシス (1944-)     | 11代ダファリン＝クランボイ男爵 (バリーリーディ)12代準男爵 (海軍の)8代準男爵 フランシス (1944-)     | 11代ダファリン＝クランボイ男爵 (バリーリーディ)12代準男爵 (海軍の)8代準男爵 フランシス (1944-)     | 11代ダファリン＝クランボイ男爵 (バリーリーディ)12代準男爵 (海軍の)8代準男爵 フランシス (1944-)     |  |  |  |  |  |  |  |  |  |  |  |  |  |  |  |  |  |  |  |  |  |  |  |  |  |  |  |  |  |  |
|                                                                                              |                                                                                              |                                                                                              |                                                                                              |                                                                                              |                                                                                              |                                          |                                          |                                                                                                   |                                                                                                   |                                                                                                   |                                                                                                   |                                                                                                   |                                                                                                   |                                                      |                                                      |                                                      |                                                      |                                         |                                         |                                         |                                         |  |  |                                          |                                          |                                          |                                          |                                          |                                          |  |  | | | | | | |  |  |  |  |  |  |  |  |  |  |  |  |  |  |  |  |  |  |  |  |  |  |  |  |  |  |  |  |  |  |
|                                                                                              |                                                                                              |                                                                                              |                                                                                              |                                                                                              |                                                                                              |                                          |                                          |                                                                                                   |                                                                                                   |                                                                                                   |                                                                                                   |                                                                                                   |                                                                                                   |                                                      |                                                      |                                                      |                                                      |                                         |                                         |                                         |                                         |  |  |                                          |                                          |                                          |                                          |                                          |                                          |  |  | フランシス (1979-) 法定推定相続人                                                                  | | | | | |  |  |  |  |  |  |  |  |  |  |  |  |  |  |  |  |  |  |  |  |  |  |  |  |  |  |  |  |  |  |